# Mistrzostwa Oceanii w Zapasach 2024
Mistrzostwa Oceanii w zapasach w 2024 odbyły się w dniach 6-7 lutego w Yona na Guamie, na terenie Leo Palace Resort. W tabeli medalowej tryumfowali zapaśnicy Australii.

## Wyniki

### Styl klasyczny
| Konkurencja         | Złoto               | Srebro              | Brąz              |
| Kategoria do 67 kg  | Gaku Akazawa        | Christian Nicolescu | Ando Lehtmets     |
| Kategoria do 77 kg  | Lowe Bingham        | Zhang Sheng         | ----              |
| Kategoria do 87 kg  | Elias Lauofo Vaoifi | Ivica Mijatovic     | Thomas John Byrne |
| Kategoria do 97 kg  | Maulao Alofipo      | Nolan Puletasi      | ----              |
| Kategoria do 130 kg | Marcus Carney       | Uiliperefoti Cooper | ----              |

### Styl wolny
| Konkurencja         | Złoto               | Srebro              | Brąz             |
| Kategoria do 57 kg  | Suraj Singh         | Thomas Santiago     | Daroa Olsson     |
| Kategoria do 61 kg  | Kaige Brown         | David Class         | ----             |
| Kategoria do 65 kg  | Gieorgij Okorokow   | Ethan Aguigui       | Junjun Asebias   |
| Kategoria do 70 kg  | Christian Nicolescu | Gavin Whitt         | Robert Alexander |
| Kategoria do 74 kg  | Ethan Thomas        | Lowe Bingham        | Joshua Cantara   |
| Kategoria do 79 kg  | John Rojas          | Anthony Haweil      | ----             |
| Kategoria do 86 kg  | Jayden Lawrence     | Elias Vaoifi        | Ricktack Iban    |
| Kategoria do 97 kg  | Thomas Barns        | Florian Temengil    | Maulao Alofipo   |
| Kategoria do 125 kg | Marcus Carney       | Uiliperefoti Cooper | ----             |

### Styl wolny - kobiety
| Konkurencja        | Złoto             | Srebro                | Brąz             |
| Kategoria do 50 kg | Paulina Duenas    | Juliana Valencia      | -----            |
| Kategoria do 53 kg | Mia-Lahnee Aquino | Jessica Lavers-McBain | ----             |
| Kategoria do 57 kg | Rckaela Aquino    | Irene Symeonidis      | Clare Lawler     |
| Kategoria do 62 kg | Nachi Masuda      | Victoria Chen         | Laralei Gandaoli |
| Kategoria do 72 kg | Uilau Tarkong     | Annie Aloisio         | ----             |

## Tabela medalowa
Gospodarz mistrzostw został zaznaczony kolorem.
| Poz. | Państwo            |    |    |    | Łącznie |
| ---- | ------------------ | -- | -- | -- | ------- |
| 1    | Australia          | 5  | 8  | 2  | 15      |
| 2    | Guam               | 4  | 3  | 3  | 10      |
| 3    | Nowa Zelandia      | 4  | 0  | 1  | 5       |
| 4    | Palau              | 2  | 4  | 0  | 6       |
| 5    | Samoa              | 2  | 0  | 1  | 3       |
| 6    | Samoa Amerykańskie | 1  | 3  | 0  | 4       |
| 7    | Nauru              | 1  | 1  | 1  | 3       |
| 8    | Mikronezja         | 0  | 0  | 1  | 1       |
| .    | Wyspy Marshalla    | 0  | 0  | 1  | 1       |
|      | Łącznie            | 19 | 19 | 10 | 48      |